# 熊天瑞
熊天瑞（？—1367年），湖北荆州人，元朝末年红巾军将领。
其出身为乐工，跟从徐寿辉起义。后陈友谅夺权后，命熊攻占临江、吉安、赣州等地，被封为参政，守赣州。后势力逐渐强大，自称无敌。1363年陈友谅与朱元璋在江西战斗，熊按兵不动。陈友谅战败而死，熊出兵进攻广东，后因连日大雨而退。后朱元璋军回赣州，熊出降，旋而投向张士诚。后因张士诚败被杀。 